# Muralla Roja (Calp)
La Muralla Roja a Calp (Marina Alta) País Valencià, és un edifici de l'arquitecte Ricard Bofill i Leví situat a la urbanització la Mançanera. La seua construcció es va completar l'any 1973 encara que, segons paraules del propi arquitecte, el seu disseny va començar deu anys abans.
La configuració de l'edifici, en una evocació de l'estètica constructivista, engendra una sèrie de patis comunicats entre si des d'on s'accedeix als habitatges. En les terrasses de coberta es reparteixen els solàriums, una piscina i sauna.
La seua composició respon a un pla geomètric basat en la tipologia de creu grega que s'agrupa de diverses maneres deixant les torres de serveis en la intersecció de les creus. En si mateix és una clara referència a l'arquitectura popular mediterrània i àrab, en particular a les torres de tova nord-africanes i a la casba. El criteri d'aplicar a l'edifici una variada gamma cromàtica arranca del propòsit de donar un relleu determinat als diferents elements arquitectònics conformement a la seua funció estructural.
L'edifici apareix catalogat al municipi de Calp amb el nivell de protecció Integral.
L'any 2012 es va realitzar una exposició sobre l'edifici denominada "Muralla roja", realitzada per iniciativa del municipi de Calp, que va poder ser visitada en primer lloc primer al municipi i després al Museu de la Universitat d'Alacant (MUA). L'origen dels continguts d'aquesta exposició està en el treball de curs d'un grup d'estudiants de l'assignatura Projectes Arquitectònics de la Universitat d'Alacant, coordinat per la professora Adriana Figueras i l'arquitecta Diana Gómez. El punt de partida era l'anàlisi de l'edifici, però a partir d'aquest es van realitzar diferents treballs que configuren el cos de l'exposició, com a propostes d'intervencions als voltants de l'edifici, l'extensió de valors importants de l'immoble a la resta del municipi de Calp o projectes completament nous i independents geogràficament però basats en La Muralla Roja.
L'any 2021 es va estrenar a Netflix la sèrie El Joc del Calamar, que conté escenografies clarament inspirades en aquest edifici, tot i que el seu creador no ho ha reconegut oficialment.